# Kanton Saint-Yrieix-la-Perche
Kanton Saint-Yrieix-la-Perche is een kanton van het Franse departement Haute-Vienne. Kanton Saint-Yrieix-la-Perche maakt deel uit van het arrondissement Limoges en telt 20.600 inwoners in 2018.

## Gemeenten
Het kanton Saint-Yrieix-la-Perche omvatte tot 2014 de volgende 5 gemeenten:
- Le Chalard
- Coussac-Bonneval
- Glandon
- Ladignac-le-Long
- Saint-Yrieix-la-Perche (hoofdplaats)

Na de herindeling van de kantons bij decreet van 20 februari 2014, met uitwerking op 22 maart 2015, omvat het kanton volgende gemeenten:
- Bussière-Galant
- Les Cars
- Le Chalard
- Châlus
- Flavignac
- Glandon
- Janailhac
- Ladignac-le-Long
- Lavignac
- Meilhac
- La Meyze
- Nexon
- Pageas
- Rilhac-Lastours
- La Roche-l'Abeille
- Saint-Hilaire-les-Places
- Saint-Yrieix-la-Perche  (hoofdplaats)